# Uthopia (caballo)
Uthopia (Nacido en 2001) es un caballo montado por el jinete Británico Carl Hester como caballo de dressage.
Carl Hester y Uthopia fueron seleccionados para representar a Gran Bretaña en los Juegos Olímpicos 2012, ganando oro por equipo.

## Pedigree
Uthopia es un semental de raza KWPN, hijo de Metall y Odelia, nieto respectivamente de Olympic Ferro e Inspeketur.